# 三菱Delica D:3
三菱Delica D:3（日语：三菱・デリカD:3）為日本日產汽車自2011年至2019年間開發製造、三菱汽車銷售的多功能休旅車、高頂旅行車或輕型商用車，屬於日產NV200的兄弟車。

## 概要
三菱汽車與日產汽車在2010年末展開一系列的品牌合作，宣布雙方將在商用車與輕型車市場互惠共生。於是翌年後者以日產NV200更換廠徽銘牌成商用版的第五代三菱Delica以及乘用版的三菱Delica D:3。因此Delica D:3補齊現行Delica D:2和Delica D:5之間的空窗級距，專門瞄準小型多功能休旅車之區塊。關於車名的由來，「Delica」取自英文的「delivery car」，「D:3」乃以「Delica」和「3」組成，其中「3」代表多功能休旅車系列的小型車。

## 歷史
詳情請參照日產NV200。
2011年 - 以日產NV200貼牌生產的商用車版第五代Delica正式於10月6日發表，同月27日則推出乘用車型三菱Delica D:3。有趣的是原廠並沒有替第五代Delica廂型車印刷產品目錄，而是在Delica D:3的目錄中提到此車款而已。Delica D:3採用雙側滑門設計，以方便人員進出或貨物裝載。設定成7人三排座椅的「G」車型及5人二排座椅的「M」車型，收折調整座椅後可提供多達39種空間規劃。所搭載的1.6L直列四缸DOHC HR16DE型引擎，可輸出109ps / 6,000rpm的最大馬力、15.5kg·m / 4,400rpm的扭力峰值。全車系均標配雙前座安全氣囊、ABS防鎖死煞車系統、EBD煞車力道分配系統等安全配備。
2012年 - 6月22日隨著日產NV200實施部分改良，因應新交通法規加強安全措施，尾門內側增加橫桿。
2014年 - 9月19日實行部分改良，將ASC車身動態穩定控制系統列入標配，座椅中央部位從藍色改為黑色，並追加兩種車色塗裝。

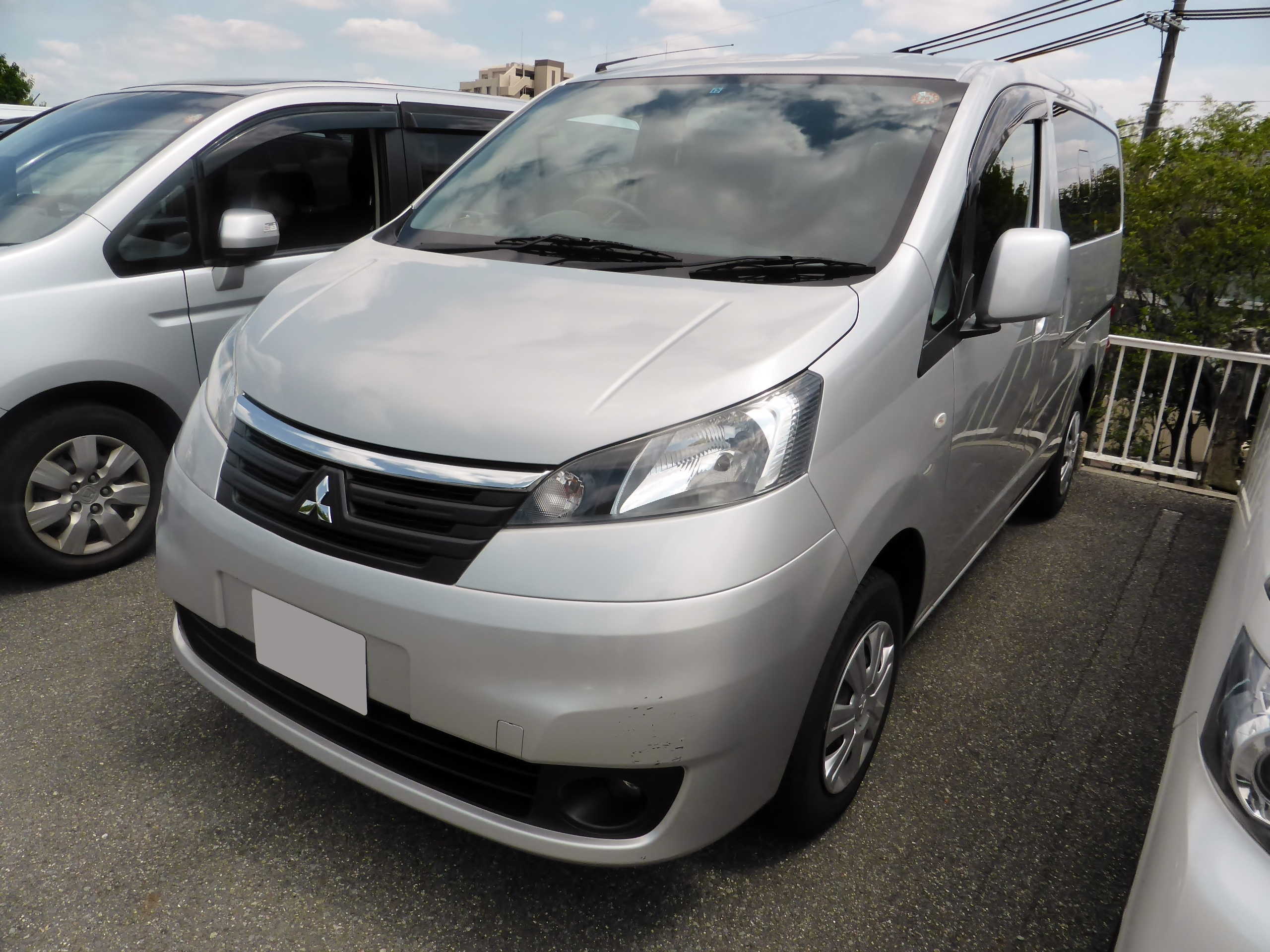
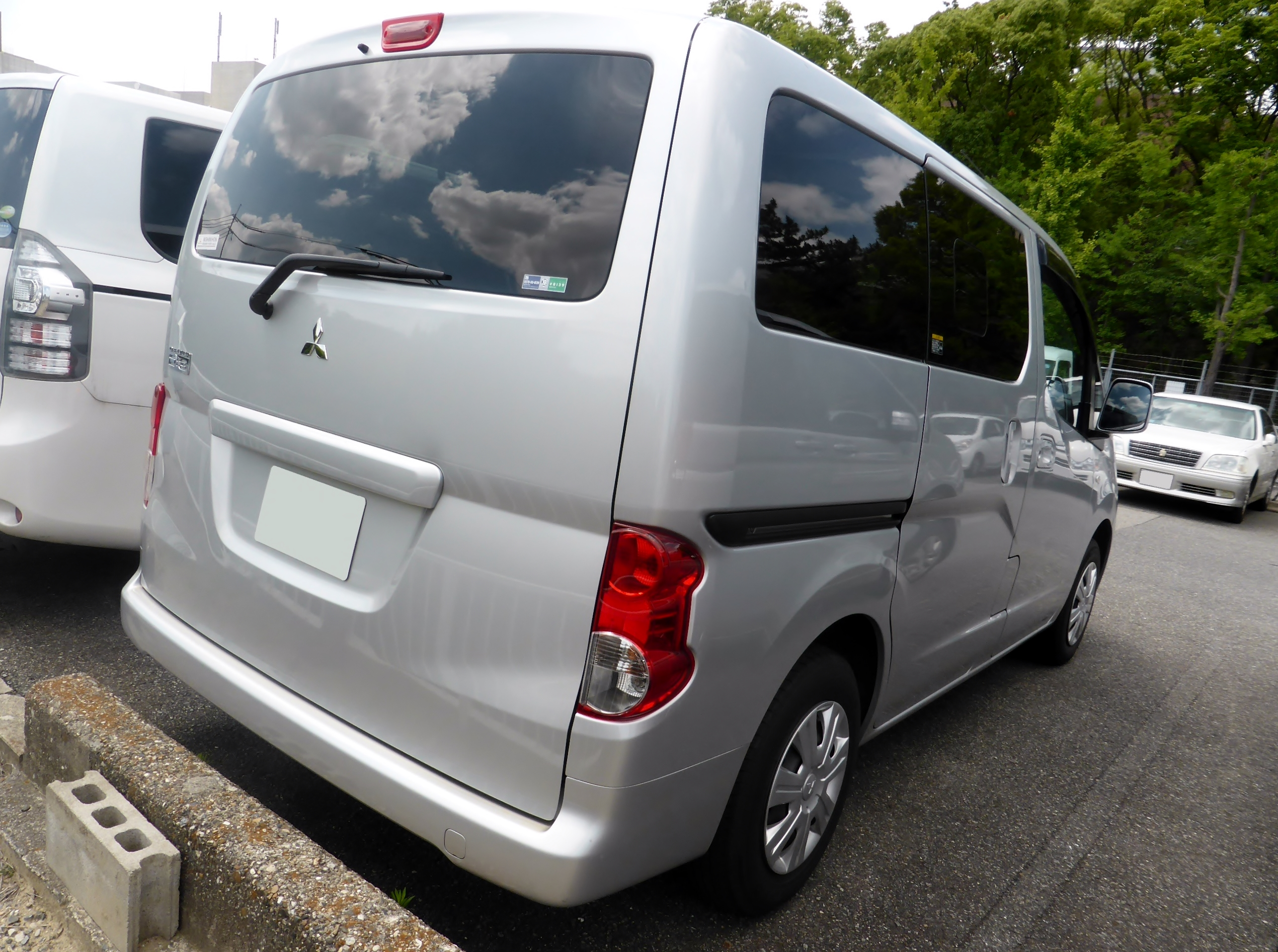

2019年 - 4月日產汽車停止OEM供應。

## 外部連結
- （日語）webCG：三菱、5ナンバーミニバン「デリカD：3」発売 （页面存档备份，存于）